# 100 лучших вузов и НИИ России
100 лучших вузов и НИИ России — конкурс, проводимый между вузами и НИИ Российской Федерации Независимым общественным советом конкурса, в состав которого входят заместитель председателя Комитета Государственной Думы РФ по образованию В. Е. Шудегов, председатель Комитета Совета Федерации РФ по образованию и науке Ю. Н. Солонин, председатель Комитета Государственной Думы по науке и наукоемким технологиям В. А. Черешнев, президент Международной академии качества и маркетинга Р. Р. Кашанов. Основной целью конкурса является поддержка усилий руководителей государственных и негосударственных вузов, институтов Российской академии наук, а также проектных, конструкторских и технологических организаций страны по развитию передовых и инновационных технологий и совершенствованию научных исследований и разработок.
Организациям-лауреатам конкурса вручаются медали в номинациях «100 лучших вузов России» (для вузов) и «100 лучших вузов и НИИ России» (для институтов РАН, проектных, конструкторских и технологических организаций). Ректоры учебных заведений награждаются почётным знаком «Ректор года», руководители НИИ, проектных, конструкторских и технологических организаций — знаком «Учёный года».

## Модель оценки вуза
Основой для оценки успешности работы вуза служит разработанная оргкомитетом «Модель оценки вуза», включающая следующие критерии:
- удовлетворённость потребителей качеством подготовки специалистов (соответствие образовательной программы, уровня квалификации преподавателей, умений и *навыков выпускников запросам работодателей и современным требованиям);
- научно-технический и интеллектуальный потенциал вуза (уровень достижений вуза за все время подготовки специалистов);
- удовлетворённость качеством обучения, подготовки студентов, выпускников, преподавателей и работников вуза;
- влияние вуза на общество, имидж вуза;
- использование потенциала вуза (динамика развития вуза, роль руководства в использовании его базовых ресурсов, степень выявления потенциала работников вуза);
- уровень исследований и научных работ (публикации и патентная активность, наличие международных программ сотрудничества, дополнительное финансирование по исследовательским и образовательным контрактам со стороны как бизнеса, так и государства, диссертационная успешность, цитируемость);
- трудоустройство выпускников вуза;
- карьерный рост (количество выпускников, занимающих высокие должности на предприятиях, в выборных органах власти и во властных структурах);
- качественные характеристики вузов (сертификация по системе ISO 9000, вхождение в крупнейшие сети союза международных вузов и т. д.).

Оценка институтов Российской академии наук, проектных, конструкторских и технологических организаций России базируется на их способности реализовывать задачи, соответствующие современным требованиям технологического и промышленного развития.

## Номинации
Основные номинации конкурса:
- «100 лучших вузов России» (для вузов);
- «100 лучших вузов и НИИ России» (для институтов РАН, проектных, конструкторских и технологических организаций);
- «Ректор года» (для ректоров учебных заведений);
- «Учёный года» [для руководителей НИИ, проектных, конструкторских и технологических организаций).

Дополнительные номинации для вузов:
- Лучший региональный вуз;
- Лучший социально-ориентированный вуз;
- Лучший инновационно-технический вуз (Лидер инновации);
- Лучший вуз в области международного сотрудничества;
- Лучший вуз в номинации «Связь науки и производства» (Лучший вуз в области партнёрства науки и производства);
- Лучший профильный вуз;
- Лучший вуз в номинации «Научная школа»;
- Лучший вуз — лидер непрерывного образования;
- Лучший НИИ при вузе.

## 100 лучших вузов и НИИ России — 2011
Итоги конкурса «100 лучших вузов и НИИ России» в 2011 году были подведены на V Всероссийской конференции «Проблемы и перспективы развития высшего образования и науки в Российской Федерации», прошедшей 25 июня 2011 года в Санкт-Петербурге в Международной академии качества и маркетинга при участии Комитета Совета Федерации РФ по науке и образованию, Комитета Государственной Думы РФ по науке и наукоемким технологиям, Комитета Государственной Думы РФ по образованию, институтов Российской академии наук, Международной академии качества и маркетинга, журнала «Нанотехнологии. Экология. Производство». С 2010 года Председателем конференции является лауреат Нобелевской премии, академик РАН, вице-президент РАН Жорес Иванович Алфёров. В работе конференции приняли участие руководители научно-исследовательских институтов, ректоры вузов, эксперты и специалисты в области науки и образования, в том числе председатель Комитета Совета Федерации по образованию и науке Ю. Н. Солонин, заместитель председателя Комитета Государственной Думы по образованию В. Е. Шудегов.

### Лауреаты конкурса в 2011 году
Лауреатами конкурса «100 лучших вузов и НИИ России» в 2011 году стали:
- в номинации «Лучший профильный вуз»:  Московский государственный строительный университет (ректор — доктор технических наук, профессор, заслуженный деятель науки РФ, академик Российской Академии архитектуры и строительных наук В. И. Теличенко), Российский государственный аграрный университет — МСХА им. К. А. Тимирязева (ректор — член-корреспондент РАСХН, доктор экономических наук, профессор В. М. Баутин), Санкт-Петербургская государственная химико-фармацевтическая академия (ректор — доктор фармацевтических наук, профессор И. А. Наркевич), Финансовый университет при Правительстве РФ (ректор — доктор экономических наук, профессор, заслуженный деятель науки РФ М. А. Эскиндаров)
- в номинации «Лучший социально-ориентированный вуз»: Российский государственный социальный университет (ректор — академик РАН В. И. Жуков), Московский государственный социально-гуманитарный институт (ректор — доктор социологических наук, профессор В. Д. Байрамов) и др.;
- в номинации «Лучший инновационно-технический вуз (Лидер инновации)»: Московский государственный технический университет имени Н. Э. Баумана (президент — академик РАН, доктор технических наук, профессор И. Б. Фёдоров), Дагестанский государственный технический университет (ректор — доктор технических наук, профессор Т. А. Исмаилов) и др.;
- в номинации «Лучший региональный вуз»: Институт правоведения и предпринимательства (ректор — кандидат юридических наук, профессор Т. И. Козлова), Институт специальной педагогики и психологии (ректор — доктор биологических наук, профессор, заслуженный деятель науки РФ Л. М. Шипицына) и др.

Среди лучших научно-исследовательских институтов лауреатами конкурса стали Научный центр клинической и экспериментальной медицины Сибирского отделения РАМН (директор — доктор медицинских наук, профессор, академик РАМН, заслуженный деятель науки РФ В. А. Шкурупий), Всероссийский научно-исследовательский институт технической физики имени академика Е. И. Забабахина (директор-научный руководитель — доктор физико-математических наук, член-корреспондент РАН Г. Н. Рыкованов), Институт химии силикатов имени И. В. Гребенщикова РАН (директор — академик РАН В. Я. Шевченко), Институт физиологически активных веществ РАН (директор — член-корреспондент РАН, доктор химических наук, профессор С. О. Бачурин) и др.

### Лауреаты конкурса в 2012 году
Лауреатами конкурса «100 лучших вузов и НИИ России» в 2012 году
- в номинации «Лучший профильный вуз» стали Самарский юридический институт Федеральной службы исполнения наказаний (начальник — доктор юридических наук, профессор, заслуженный деятель науки РФ Р. А. Ромашов), Московский государственный строительный университет (ректор — доктор технических наук, профессор, заслуженный деятель науки РФ В. И. Теличенко), Московский государственный вечерний металлургический институт (ректор — доктор технических наук, профессор А. Б. Коростелёв), Академия МНЭПУ (президент — кандидат экономических наук С. С. Степанов) и др.;
- в номинации «Лучший социально-ориентированный вуз»: Северо-Восточный федеральный университет имени М. К. Амосова (ректор — доктор педагогических наук Е. И. Михайлова), Финансово-технологическая академия Московской области (ректор — доктор педагогических наук, академик РАЕН Т. Е. Старцева), Московская академия предпринимательства при Правительстве Москвы (ректор — доктор экономических наук, профессор, заслуженный экономист РФ С. И. Королёва) и др.;
- в номинации «Лучший инновационно-технический вуз (Лидер инновации)»: Национальный исследовательский Томский государственный университет (ректор — доктор физико-математических наук, профессор Г. В. Майер), Дагестанский государственный технический университет (ректор — доктор технических наук, профессор Т. А. Исмаилов) и др.;
- в номинации «Лучший региональный вуз»: Тамбовский государственный технический университет (ректор — доктор технических наук, профессор С. В. Мищенко), Адыгейский государственный университет (ректор — доктор социологических наук, профессор Р. Д. Хунагов).
- в номинации «Лучшее научно-производственное предприятие России»: Сибирский межотраслевой холдинг «СИБПЛАЗ» ЗАО
- в номинации «вуз, добившийся наиболее высоких результатов в области подготовки специалистов с высшим образованием»: Нижегородский государственный технический университет.[6].

Среди лучших научно-исследовательских институтов лауреатами конкурса стали Научно-исследовательский институт экологии человека и гигиены окружающей среды им. А. Н. Сысина (директор — доктор медицинских наук, профессор, академик РАМН, РАЕН Ю. А. Рахманин), Институт химии силикатов имени И. В. Гребенщикова РАН (директор — доктор химических наук, профессор, академик РАН В. Я. Шевченко), Санкт-Петербургский институт информатики и автоматизации Российской академии наук (директор — доктор технических наук, профессор, член-корреспондент РАН Р. М. Юсупов), Институт физиологически активных веществ РАН (директор — член-корреспондент РАН, доктор химических наук, профессор С. О. Бачурин) и др.